# Bärengrund (Wilhelmsthal)
Bärengrund ist ein Gemeindeteil der Gemeinde Wilhelmsthal im Landkreis Kronach (Oberfranken, Bayern).

## Geographie
Die Einöde liegt am Rande der bewaldeten Anhöhe Schafhut (588 m ü. NHN, 0,4 km westlich). Gegen Osten und Süden fällt das Gelände in das Tal eines rechten Zuflusses der Kremnitz ab. Ein Wirtschaftsweg führt nach Steingraben (0,5 km nordöstlich) bzw. nach Schafhut (0,5 km südwestlich).

## Geschichte
Gegen Ende des 18. Jahrhunderts gab es in Bärengrund 3 Anwesen (1 Söldengut, 2 halbe Söldengüter). Das Hochgericht übte das bambergische Centamt Kronach aus. Die Grundherrschaft über die Anwesen hatte das Rittergut Weißenbrunn-Steinberg.
Mit dem Gemeindeedikt wurde Bärengrund dem 1808 gebildeten Steuerdistrikt Steinberg und der 1818 gebildeten Ruralgemeinde Steinberg zugewiesen. Am 1. Mai 1978 wurde Bärengrund im Zuge der Gebietsreform in Bayern in die Gemeinde Wilhelmsthal eingegliedert.

### Einwohnerentwicklung
| Jahr      | 001818 | 001861 | 001871 | 001885 | 001900 | 001925 | 001950 | 001961 | 001970 | 001987 |
| Einwohner | 19     | 21     | 20     | 13     | 10     | 12     | 7      | 12     | 8      | 4      |
| Häuser    | 3      |        |        | 3      | 3      | 2      | 2      | 1      |        | 1      |
| Quelle    | [ 5 ]  | [ 7 ]  | [ 8 ]  | [ 9 ]  | [ 10 ] | [ 11 ] | [ 12 ] | [ 13 ] | [ 14 ] | [ 1 ]  |

## Religion
Der Ort ist römisch-katholisch geprägt und nach St. Pankratius in Steinberg gepfarrt.